# 国鉄C900形コンテナ
国鉄C900形コンテナ（こくてつC900がたコンテナ）は、かつて日本国有鉄道（国鉄）が保有した、鉄道輸送用三種規格（約20 ft）有蓋コンテナである。

## 概要
片側妻扉のみの一方開きで、外法寸法は、長さ6,058 mm、幅2,438 mm、高さ2,438 mm、荷重10 t、容積30.4 m3、自重2.3 t。1969年（昭和44年）度に富士重工業と東急車輛製造の2社で合計20個が製造された。
1985年（昭和60年）度に廃止され形式消滅した。